# Radicali Italiani
Radicali Italiani („Italienische Radikale“, RI) ist eine italienische Partei radikal-liberaler Ausrichtung.

## Geschichte

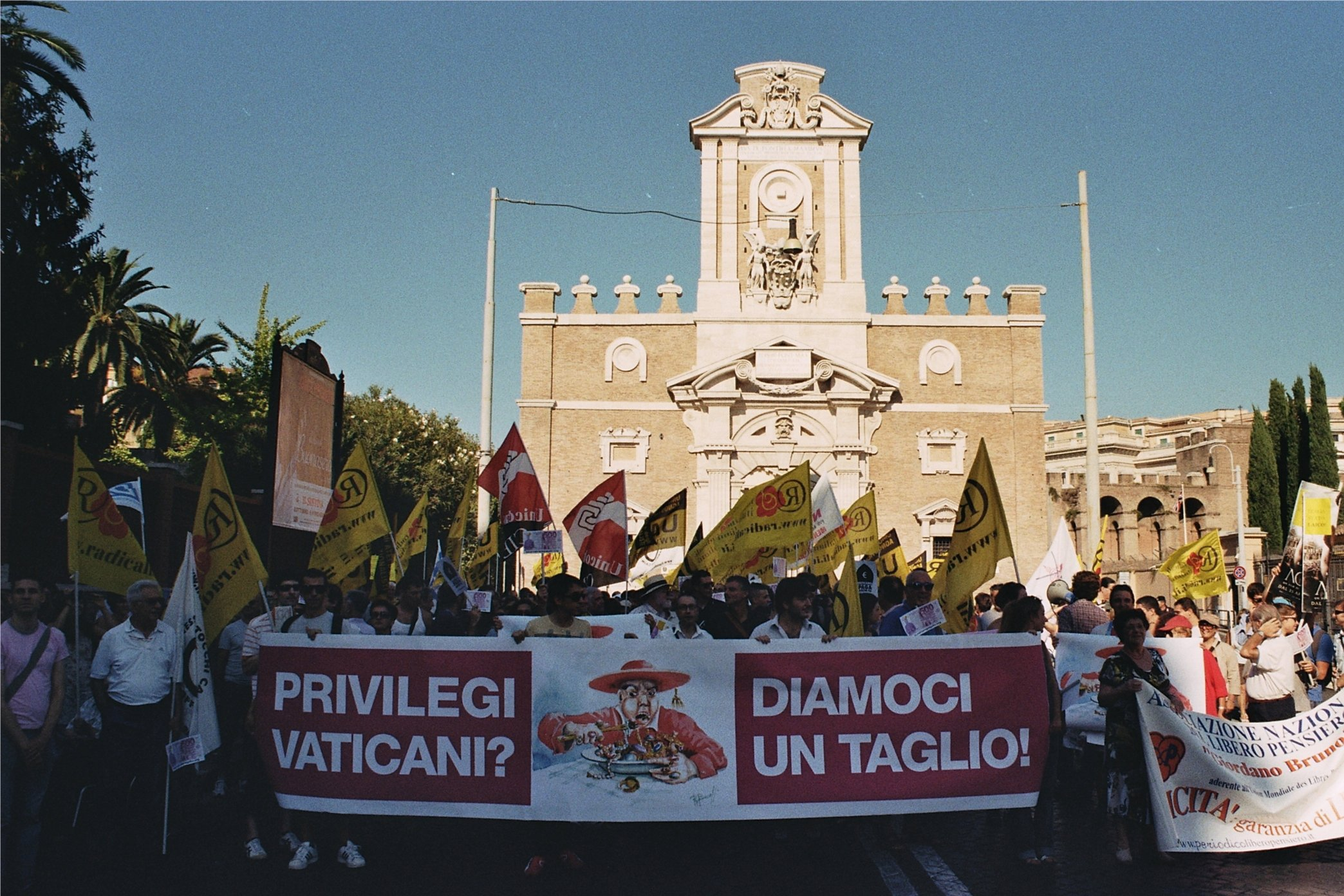
Demonstration der Radicali Italiani Vaticano paga tu gegen die finanziellen Privilegien der katholischen Kirche am 17. September 2011 nahe der Breccia di Porta Pia, wo 1870 die Bersaglieri die Aurelianische Mauer durchbrachen und damit die Einigung Italiens vollendeten

Die Partei versteht sich als Erbe der Partito Radicale (Radikale Partei, 1955–1989). Diese benannte sich 1989 in Partito Radicale Transnazionale (PRT) um und strukturierte sich neu als transnationale Bewegung. 1995 erfolgte die Anerkennung durch die Vereinten Nationen als Nichtregierungsorganisation. Gemäß den Regeln für NGOs konnte die TRP nicht an Wahlen teilnehmen, weshalb ihre Mitglieder nunmehr mit formell unabhängigen Listen antraten, die nach dem jeweiligen Spitzenkandidaten benannt waren: bis 1999 Lista Marco Pannella, anschließend Lista Emma Bonino. Die Lista Pannella trat zur Parlamentswahl 1994 im Mitte-rechts-Bündnis Polo delle Libertà mit Silvio Berlusconis Forza Italia an, anschließend hielt sie sich unabhängig von den großen politischen Blöcken. Die Lista Bonino erlebte ihren größten Erfolg bei der Europawahl 1999, als sie 8,5 % der Stimmen und 8 der 87 italienischen Sitze im Europaparlament erhielt. Ihre Europaabgeordneten bildeten von 1999 bis 2001 eine Technische Fraktion der Unabhängigen Abgeordneten mit der französischen Front National, der Lega Nord und dem Vlaams Blok.
Im Jahr 2001 wurden aus der TRP heraus die Radicali Italiani gegründet, die sich als italienischer Ableger der transnationalen Partei verstanden. Die Tradition, nicht unter dem Parteinamen, sondern mit Personenlisten anzutreten, wurde jedoch fortgeführt. Zur Europawahl 2004 erhielt die Lista Bonino noch 2,3 % und zwei Sitze. Zu den Wahlen 2006 schlossen sich die RI mit den Socialisti Democratici Italiani (SDI) zur Listenverbindung Rosa nel Pugno („Rose in der Faust“) zusammen, die dem Mitte-links-Bündnis L’Unione angehörte. Ein Teil der Mitglieder lehnte die Zugehörigkeit zum Mitte-links-Lager aber ab und spaltete sich unter Führung Benedetto Della Vedovas als Riformatori Liberali ab, die sich Silvio Berlusconis Mitte-rechts-Block anschlossen. Rosa nel Pugno erhielt 2,6 % der Stimmen, was in 7 Abgeordnetensitzen für die RI resultierte. Im Kabinett Prodi II stellten die Radicali mit Emma Bonino die Ministerin für internationalen Handel und Europapolitik. 
Die Gründung der Mitte-links-Sammlungspartei Partito Democratico (PD) im Jahr 2007 verfolgten Teile der RI zunächst mit Interesse, zumal Marco Pannella bereits in den 1990er-Jahren die Einführung eines Mehrheitswahlrechts und die Bildung zweier großer Parteien angeregt hatte. Pannella erklärte zeitweilig sogar seine Kandidatur für den Vorsitz der PD. Er zog sie jedoch wieder zurück, nachdem die Mehrheit der Mitglieder der Radikalen ablehnte, der PD beizutreten, und beschloss, die eigene Partei fortzuführen. Im Dezember lösten die RI dann auch das Rosa-nel-Pugno-Bündnis mit den SDI auf.
Jedoch bildeten die Radicali zur Parlamentswahl 2008 ein Wahlbündnis mit der PD: Mitglieder der RI kandidierten auf den PD-Listen, was ihnen sechs Abgeordneten- und drei Senatssitze einbrachte. Zur Europawahl 2009 traten die Radikalen wieder separat an. Zwar konnten sie ihren Stimmenanteil minimal steigern auf 2,4 %, jedoch war mittlerweile eine Vier-Prozent-Klausel eingeführt worden, sodass die Partei ihre Vertretung im Europaparlament verlor. Zur italienischen Parlamentswahl 2013 traten die Radicali mit der Lista Amnistia Giustizia Libertà („Liste Amnestie Gerechtigkeit Freiheit“) wieder unter Führung Marco Pannellas an, stürzten aber auf 0,2 % ab. Dennoch waren sie 2013–14 im Kabinett der „Großen Koalition“ unter Enrico Letta vertreten, in der Emma Bonino das Amt der Außenministerin hatte.
Im Jahr 2017 erfolgte der Bruch zwischen der Nichtregierungsorganisation TRP und den Radicali Italiani. Im November 2017 vereinbarten die Radicali Italiani ein Bündnis mit der Partei Forza Europa von Benedetto Della Vedova (einem ehemaligen Mitglied der RI, der sich jedoch 2005 dem Mitte-rechts-Lager, 2010 Gianfranco Finis FLI und 2013 Mario Montis Scelta Civica angeschlossen hatte, bevor er 2017 seine eigene Partei gründete) unter der Bezeichnung +Europa (sprich Più Europa, d. h. „Mehr Europa“). Diesem schloss sich später auch die christlich-soziale und sozialliberale Kleinpartei Centro Democratico an. Im Rahmen der breiteren Mitte-links-Koalition unter Führung der PD erhielt die Liste 2,6 % der Stimmen, wodurch die RI zwei Abgeordnetensitze und einen Senator erhielten. Das Bündnis +Europa trat auch zur Europawahl 2019 an, scheiterte aber mit 3,1 % der Stimmen an der Vier-Prozent-Hürde.
Das Amt des Segretario, d. h. des offiziellen Parteivorsitzenden, wird jedes Jahr neu gewählt, weshalb es häufig zu Führungswechseln kommt. Davon unabhängig wird in der politischen Öffentlichkeit Emma Bonino, die mit Abstand prominenteste Politikerin der Partei, als Leader, d. h. faktische Spitzenfrau, der Radicali Italiani bezeichnet.

## Positionen
Die RI bezeichnen ihre politische Ausrichtung als liberale, liberista e libertario, womit politischer Liberalismus, Wirtschaftsliberalismus und größtmögliche Freiheit des Einzelnen von staatlichen und anderen Autoritäten gemeint sind. Aufgrund ihrer gesellschaftspolitisch progressiven Haltung werden sie oft dem Mitte-links-Spektrum zugeordnet, unterscheiden sich aber von den übrigen Parteien dieses Spektrums, z. B. der großen Partito Democratico, durch ihre wirtschaftsliberalen Positionen sowie ihre Kompromisslosigkeit gegenüber der Kirche und in Fragen der Strafjustiz.
Zu den Prinzipien der Partei gehören die Bewahrung von Demokratie, Rechtsstaat und Bürgerrechten, Gewaltfreiheit, Pazifismus, Antimilitarismus und Antiautoritarismus, Antiklerikalismus und eine kritische Haltung gegenüber der katholischen Kirche, die Verteidigung der Religionsfreiheit und das Eintreten für den Laizismus, eine liberale Drogenpolitik, Umweltschutz und europäischer Föderalismus. Unter dem Vorsitzenden Daniele Capezzone betonte die Partei besonders wirtschaftsliberale Positionen, er verließ die Partei allerdings 2006, nachdem sie sich mit den Sozialisten verbündet hatte und damit nach links gerückt war.
Die RI sind seit 2004 Mitglied der Allianz der Liberalen und Demokraten für Europa (bzw. bis 2012 der Europäische Liberalen, Demokratischen und Reformpartei).

## Bekannte ehemalige und aktuelle Mitglieder
- Emma Bonino (* 1948), ehemalige Senatspräsidentin und Außenministerin
- Daniele Capezzone (* 1972), Abgeordneter
- Marco Cappato (* 1971), Abgeordneter im Europäischen Parlament
- Luca Coscioni (1967–2006), Aktivist für Stammzellenforschung
- Marco Pannella (1930–2016), Mitbegründer der Partei, Abgeordneter und Mitglied des Europäischen Parlaments
- Adriano Sofri (* 1942), linker Aktivist
- Paolo Villaggio (1932–2017), Schauspieler, Komiker und Kandidat der Lista Pannella bei den Parlamentswahlen 1994